# Alvis Firefly
La Alvis Firefly è un'autovettura prodotta dalla casa automobilistica britannica Alvis dal 1932 al 1934, in sostituzione della Alvis 12/50.

## Descrizione
La vettura era dotata di un motore in linea a quattro cilindri con distribuzione a valvole in testa. Il motore aveva un solo carburatore SU e una cilindrata di 1496 cm³, producendo 50 CV di potenza a 4500 giri/min. Il motore era essenzialmente lo stesso di quello della Alvis 12/50 TH del 1927 e della Alvis 12/50 SD. Ciò la rese assai economica da produrre, e la inserì nella classe da 1,5 litri, che all'epoca era una categoria molto popolare.
Fu prodotta in versione coupé e roadster.. Nel 1933 venne introdotta la Alvis Firefly 12, disponibile in più varianti di carrozzeria come berlina e turismo. Il passo, la tipologia di sospensioni e, in alcuni casi le carrozzerie, erano gli stessi della Alvis Silver Eagle SE e TB.
Nel 1934 venne introdotta la Alvis Firebird, che sostituì entrambi i modelli Firefly. In totale vennero costruiti 904 Firefly e 871 Firefly 12.